# Douglas dos Santos Justino de Melo
Douglas dos Santos Justino de Melo (João Pessoa, 22 de marzo de 1994), más conocido como Douglas Santos, es un futbolista brasileño que juega como defensa en el Zenit de San Petersburgo de la Liga Premier de Rusia.

## Equipos
Comenzó en la cantera del Náutico, con la siguiente trayectoria como profesional:
| Club                     | País     | Año             | Partidos | Goles |
| ------------------------ | -------- | --------------- | -------- | ----- |
| Náutico                  | Brasil   | 2012-2013       | 21       | 1     |
| Granada C. F.            | España   | 2013-2014 *     | 0        | 0     |
| Udinese Calcio           | Italia   | 2013-2015 *     | 17       | 1     |
| Atlético Mineiro         | Brasil   | 2015-2016       | 71       | 2     |
| Hamburgo S. V.           | Alemania | 2016-2019       | 88       | 3     |
| Zenit de San Petersburgo | Rusia    | 2019-           | 219      | 7     |
| Total en su carrera      |          | 2012-actualidad | 415      | 14    |

* El Granada C. F. se lo dio de préstamo al Udinese 2 veces hasta su compra final el 30 de enero de 2014 por una cifra de 2,5 millones de euros.

## Selección nacional

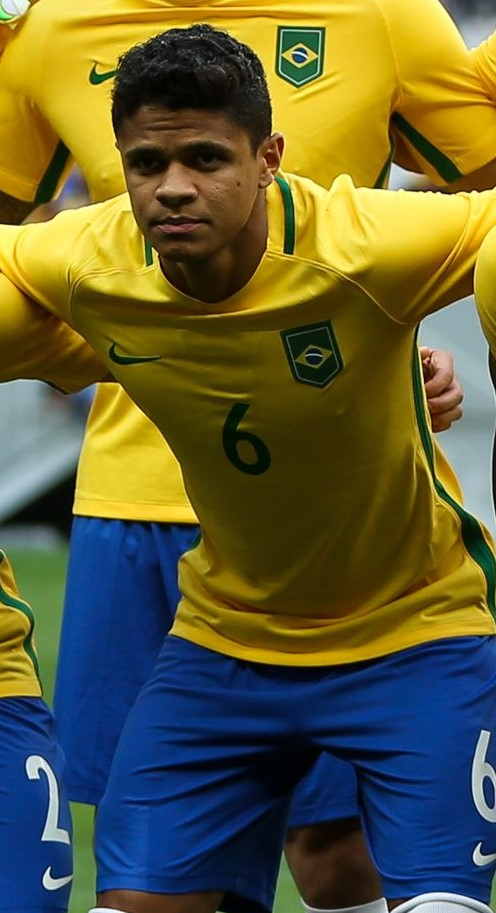
Con la selección de Brasil en los Juegos Olímpicos de 2016

A los 18 años fue convocado por la selección brasileña sub-20 para disputar el Campeonato Sudamericano de Fútbol Sub-20 de 2013, con la que jugó un total de 4 partidos. En abril de 2013, con 19 años, fue convocado por la selección absoluta de Brasil para disputar un partido contra Bolivia. En junio de 2013 jugó 5 partidos con la selección sub-21.

## Palmarés

### Títulos nacionales
| Título                | Club                     | País  | Año  |
| --------------------- | ------------------------ | ----- | ---- |
| Liga Premier de Rusia | Zenit de San Petersburgo | Rusia | 2020 |
| Copa de Rusia         | Zenit de San Petersburgo | Rusia | 2020 |
| Supercopa de Rusia    | Zenit de San Petersburgo | Rusia | 2020 |
| Liga Premier de Rusia | Zenit de San Petersburgo | Rusia | 2021 |
| Supercopa de Rusia    | Zenit de San Petersburgo | Rusia | 2021 |
| Liga Premier de Rusia | Zenit de San Petersburgo | Rusia | 2022 |
| Supercopa de Rusia    | Zenit de San Petersburgo | Rusia | 2022 |
| Liga Premier de Rusia | Zenit de San Petersburgo | Rusia | 2023 |
| Supercopa de Rusia    | Zenit de San Petersburgo | Rusia | 2023 |
| Liga Premier de Rusia | Zenit de San Petersburgo | Rusia | 2024 |
| Copa de Rusia         | Zenit de San Petersburgo | Rusia | 2024 |
| Supercopa de Rusia    | Zenit de San Petersburgo | Rusia | 2024 |

### Campeonatos regionales
| Título             | Club             | País   | Año  |
| ------------------ | ---------------- | ------ | ---- |
| Campeonato Mineiro | Atlético Mineiro | Brasil | 2017 |

### Campeonatos internacionales
| Título           | Equipo              | Sede           | Año  |
| ---------------- | ------------------- | -------------- | ---- |
| Juegos Olímpicos | Selección de Brasil | Río de Janeiro | 2016 |